# 158
Het jaar 158 is het 58e jaar in de 2e eeuw volgens de christelijke jaartelling.

## Gebeurtenissen

### China
- Overgang van de Yongshou naar de Yangxi periode in de Chinese Han-dynastie.